# Пигра
Пѝгра (на италиански и на ломбардски: Pigra) е село и община в Северна Италия, провинция Комо, регион Ломбардия. Разположено е на 881 m надморска височина. Населението на общината е 244 души (към 2017 г.).